# Вірте мені, люди
«Вірте мені, люди» (рос. «Верьте мне, люди») — радянський художній фільм 1964 року, за мотивами роману Юрія Германа «Один рік».

## Сюжет
1956 рік. Засуджених за політичними статтями звільняють з місць позбавлення волі. Ув'язненому Олексію Лапіну залишається місяць до звільнення, але він тікає з табору. Втеча була спровокована іншим злочинцем, Каїном, який переконує Олексія бігти з ним разом. Під час втечі співкамерник кидає Лапіна на поталу вовкам. Дивом виживший і врятований геологами Олексій (Кирило Лавров) приїжджає до Ленінграда, щоб помститися Каїну (Станіслав Чекан). В цей же час в Ленінграді розгортається друга лінія сюжету. Полковнику Анохіну (Володимир Самойлов) повідомляють, що рецидивіст Олексій Лапін втік з-під варти і, швидше за все, з'явиться в Ленінграді. Анохін піднімає справу батька Лапіна та бачить, що той був реабілітований. Тим часом Олексій Лапін зустрічає жінку в Ленінграді. Він покохав її та її дитину, і вирішив порвати з кримінальним минулим. Однак в оперному театрі, куди запросила Лапіна його наречена, випадково опиняються співробітники міліції, і серед них полковник Раскатов, який впізнає Лапіна, і доповідає полковнику Анохіну, який знаходиться тут же. Останній вирішує брати кримінальника в тому місці, де найменше людей — в туалеті. Саме в туалеті відбувається одна з головних сцен фільму. Анохін, впізнаний Лапіним, пропонує йому здатися. Лапін же каже йому буквально наступне: «Невже ти не людина? Вір мені, я сам прийду до тебе, якщо ти мене зараз відпустиш!» Анохін каже йому: «Я тобі вірю, прийди до мене в понеділок, в 12», і йде. Полковник Раскатов тут же доповідає «наверх» про неприпустиму, на його погляд, поведінку по відношенню до запеклого кримінальника. Лапін, як і обіцяв, приходить до Анохіна, не виправдавши упередженості полковника Раскатова. Анохін розповідає Лапіну, що його батько посмертно реабілітований. Досвідчений кримінальник плаче. У заключній сцені жінка, яку любить Лапін, приносить Анохіну передачу для Олексія. В кінці їх розмови вона просить сказати, скільки їй та її дитині чекати Олексія, скільки йому дадуть. Анохін мовчить, і жінка йде. Анохін усвідомлює складність справи і в пошуку рішення набирає Москву. У заключній сцені ми бачимо Олексія за кермом рейсового автобуса.

## У ролях
- Кирило Лавров —  Олексій Лапін, втікач, злодій-рецидивіст (прізвисько — Лапа), він же — Едик Корнєв, син репресованого комкора Корнєва
- Володимир Самойлов —  полковник Олексій Миколайович Анохін
- Ірина Буніна —  Ніна, дочка робітника Єлісєєва
- Станіслав Чекан —  Батий-Каїн, кримінальник
- Всеволод Кузнецов —  полковник міліції Раскатов
- Сергій Плотников —  Єлісєєв
- Валентина Бєляєва —  дружина полковника Анохіна
- Кирило Гунн —  гардеробник в Кіровському театрі
- Микола Парфьонов —  начальник колонії
- Леонід Реутов —  Павло Стешньов, дрібний злодій-сумочник (Пашка-Риба)
- Володимир Атлантов —  оперний співак в Кіровському театрі
- Віктор Борцов —  геолог
- Євген Євстигнєєв —  Костюков (татуйований)
- Олександр Орлов —  швейцар
- Дмитро Орловський —  звільнений ув'язнений
- Іван Рижов —  завгосп в Великому будинку на Ливарному
- Аркадій Трусов —  дільничний міліціонер Кухаренко
- Глікерія Богданова-Чеснокова — епізод
- Оксана Левінсон —  Люся, молодший лейтенант міліції

## Знімальна група
- Сценарист: Юрій Герман
- Режисери: Володимир Беренштейн, Ілля Гурін, Леонід Луков
- Оператор: Михайло Кириллов
- Художники: Петро Пашкевич, Михайло Фішгойт
- Композитор: Марк Фрадкін
- Директор: Натан Гофман